# كثرة العدلات
كثرة العدلات (بالإنجليزية: Neutrophilia أو neutrocytosis)‏ أو كثرة الكريات البيض المتعادلة (بالإنجليزية: neutrophil leukocytosis)‏ هو كثرة الكريات البيض من نوع الخلايا المتعادلة، أي أنه ارتفاع أعداد الخلايا الحبيبية المتعادلة في الدم.

## الأسباب
الخلايا المتعادلة هي من أنواع كريات الدم البيض والتي تستجيب لحالات العدوى البكتيرية، لذا فإن أكثر أسباب كثرة العدلات هو العدوى البكتيرية، وخصوصا العدوى المتقيحة.
كما تزداد الخلايا المتعادلة في حالات الالتهاب وبعد النوبات القلبية والاحتشاء والحروق.
بعض الأدوية مثل بريدنيزون الذي يمتلك تأثيرا مشابها للكورتيزول والأدرينالين، حيث يقوم بزيادة إدخال الخلايا المتعادلة إلى مجرى الدم. ترفع العصبية من عدد الخلايا المتعادلة بسبب هذا التأثير.
كما قد تحدث كثرة العدلات لسبب خبيث مثل ابيضاض الدم النقوي المزمن حيث يحدث إنتاج لخلايا الدم غير مسيطر عليه. كما تحدث في حالات التهاب الزائدة الدودية واستئصال الطحال.
كما تحدث كثرة العدلات الأولية بسبب نقص التصاق الكريات البيضاء.